# Cronoprogramma
Il cronoprogramma è un documento che rappresenta l'andamento nel tempo degli importi dei lavori da eseguire principalmente in campo edilizio. Il finale di questo studio è un diagramma che riporta sulle ordinate gli importi progressivi a partire da zero (inizio dei lavori) fino all'importo complessivo di tutti i lavori (in corrispondenza della data di ultimazione) e sulle ascisse i tempi di esecuzione. Il cronoprogramma viene citato dai seguenti articoli del D.P.R. n 554/99 num 35,44,45,102 e 110.
Il cronoprogramma è un documento che rappresenta la collocazione temporale delle fasi di realizzazione di un progetto verificandone la congruenza logica; il dettaglio delle fasi dipende dalla tipologia dei lavori e dalle modalità gestionali adottate caso per caso. Dovrebbe comprendere attività di emissione dei documenti tecnici (Fase di progettazione), attività di fabbricazione dei componenti (fase di approvvigionamento), attività di cantiere (fase di realizzazione), suddivise in opere civili, impianti e finiture, e attività di collaudo, prove e messa in servizio nel caso di impianti. La collocazione temporale di ciascuna attività è rappresentata da una barra all'interno di un calendario che ha una cadenza giornaliera, settimanale, mensile, annuale, ecc in funzione della durata del progetto.
Il cronoprogramma può essere strutturato in livelli successivi, caratterizzati da un dettaglio sempre maggiore, e può essere raggruppato per sistemi allo scopo di dare una visione funzionale delle varie parti. Il cronoprogramma normalmente evidenzia le obbligazioni contrattuali riportandone la descrizione e la collocazione temporale.